# Up Your Alley
Up Your Alley è il sesto album di Joan Jett, pubblicato nel 1988 per l'etichetta discografica Blackheart Records.

## Tracce
1. I Hate Myself for Loving You (Child, Jett) 4:07
2. Ridin' with James Dean (Browde, Byrd, Jett) 3:17
3. Little Liar (Child, Jett) 4:01
4. Tulane (Berry) 2:54 (Chuck Berry Cover)
5. I Wanna Be Your Dog (Alexander, Asheton, Asheton, Pop) 5:12 (The Stooges Cover)
6. I Still Dream About You (Byrd, Jett, Rottger) 3:23
7. You Want In, I Want Out (Child, Jett) 4:15
8. Just Like in the Movies (Browde, Byrd, Jett, Laguna) 3:05
9. Desire (Jett, Laguna, Warren) 3:53
10. Back It Up (Browde, Byrd, Jett) 3:31
11. Play That Song Again (Byrd, Carillo, Jett) 3:42

## Formazione
- Joan Jett - voce, chitarra
- Ricky Byrd - chitarra, voce
- Kasim Sulton - basso, cori
- Thommy Price - batteria

### Altri musicisti
- Mick Taylor - chitarra nel brano 1
- Louis Merlino - fiati
- Paul Carrizzo - fiati
- Desmond Child - fiati
- Frank Carillo - fiati
- Crispin Cioe - fiati
- Robert Funk - fiati
- Arno Hecht - fiati
- Hollywood Paul Litteral - fiati
- Chuck Kentis - fiati
- Kenny Laguna - fiati
- Ronnie Lawson - fiati